# Тимофей Василев
Тимофей Василевич Василев (на ерзянски: Тимофей Васильевич Васильев), етнически мордовец (ерзян), е руски съветски юрист, общественик и политически деец, основател на съвременната съдебна система в Мордовия. Участник е в Октомврийската революция от 1917 г. и последвалата Гражданска война в Русия.

## Биография
Василев е роден в село Тавла, Мариински уезд, Томска губерния на 19 февруари 1897 г.
През 1909 г. с членове на семейството му започва да работи във въглищните мини в Кузнецкия басейн. Тимофей работи като превозвач, а следващата година става ковач в механичен цех. След известно време Тимофей работи като чиновник в светски съд. През 1916 г. е призован за военна служба и служи като секретар в щаба на Омския военен окръг. През юни 1917 г. е избран за председател на Омския военен окръг, щаб на дивизията. През същата година е назначен в съдилищата в Омск. През 1918 г. служи като племиот в Червената гвардия, а по-късно и в партизанската група.
От 1924 до 1930 г. учи във Факултета по съветско право на Московския държавен университет. Жени се за Елизавета Павловна Рябова и през май 1925 г. се ражда синът му Рамзай. През юни 1928 г. Василев отива в Саранск във връзка с избора на председател на окръжния съд в Мордовия. През 1931 г. е назначен за юридически съветник на търговската мисия на СССР в Лондон. Там е първият председател на Търговското представителство на СССР във Великобритяния. На 8 април 1932 г. се ражда дъщеря му Ламруз (Елянора).
На 8 април 1938 г. е арестуван в Москва във връзка с Мордовския десно-троцкистки буржоазен националистически терористичен блок. Затворен е в затвора Бутир в Москва през октомври 1938 г. Военният съд на Московското военно окръжие го признава за виновен и го осъжда на разстрел на 27 април 1939 г. Тимофей Василев е разстрелян на 31 юли 1939 година.